# Arnoldus Leodiensis
Arnoldus Leodiensis (en français : Arnold de Liège), né vers 1276 et mort vers 1309, est un religieux catholique de l'ordre des dominicains et auteur latin qui aurait vécu dans la région de Liège, à l'époque ville de la principauté épiscopale de Liège, actuellement en Belgique.

## Biographie
Son nom provient de son Alphabetum narrationum (un exemplum autrefois attribué à Étienne de Besançon), dans le prologue duquel les initiales des phrases forment l'acrostiche « Arnuldus de Serain », Seraing étant une commune située près de Liège. Cette façon de dévoiler la responsabilité intellectuelle était bien ancrée dans la tradition médiévale. Ce sont les études datant de la fin du XIXe siècle et du début du XXe siècle faites par Barthélemy Hauréau et John Alexander Herbert qui ont permis d'attribuer la paternité de cet ouvrage à Arnold de Liège.

## Publications
- Alphabetum narrationum[1] (Alphabet des récits), exemplum composé entre 1297 et 1308, instrument de travail pour les prédicateurs du début du XVIe siècle comportant un système sophistiqué de renvois entre les exempla jamais égalé par après.